# Anna Wierzbicka
Pour les articles homonymes, voir Wierzbicka.
Anna Wierzbicka, née le 10 mars 1938 en Pologne, est une linguiste travaillant à l'université nationale australienne de Canberra. Elle est principalement connue pour son travail en sémantique, pragmatique et linguistique inter-culturelle.
Elle est diplômée de l'université de Varsovie. Elle a émigré en Australie en 1972, où elle vit depuis. Avec plus de vingt livres publiés, la plupart traduits en langue étrangère[pas clair], elle est considérée comme un auteur prolifique.
Anna Wierzbicka est particulièrement connue pour son métalanguage sémantique naturel, avec, en particulier, le concept de primitives sémantiques (« semantic primes »), qui s'apparente à l'alphabet de la pensée humaine de Leibniz.

## Distinctions
- Docteur honoris causa de l'université Marie Curie-Skłodowska (2004)
- Docteur honoris causa de l'université de Varsovie (2006)
- Prix de la Fondation pour la science polonaise (2010)
- Prix Roland Dobrouchine (2010)